# أدولف لينكولن نيلسون
أدولف لينكولن نيلسون (بالإنجليزية: Adolph Lincoln Nelson)‏ هو مهندس أمريكي، (و. 1888  م).